# Felix von Heijden
Herman Carel Felix Clotilde von Heijden (ur. 11 kwietnia 1890 w Weerselo, zm. 17 listopada 1982 w Boxtel) – piłkarz holenderski grający na pozycji napastnika. W swojej karierze rozegrał 1 mecz w reprezentacji Holandii.

## Kariera klubowa
W swojej piłkarskiej karierze von Heijden grał w klubie NEC Nijmegen.

## Kariera reprezentacyjna
Swój jedyny mecz w reprezentacji Holandii von Heijden rozegrał 5 września 1920 roku przeciwko Hiszpanii (1:3) na Igrzyskach Olimpijskich w Antwerpii. Na tych igrzyskach zdobył brązowy medal.